# هجوم معسكر تشابمان
هجوم قاعدة تشابمان كان هجومًا انتحاريًا نفّذه همام خليل أبو ملّال البلوي ضد منشأة تابعة لوكالة الاستخبارات المركزية الأمريكية داخل القاعدة الأمامية تشابمان في 30 ديسمبر 2009. كانت من بين المهام الرئيسية للعناصر التابعة لوكالة الاستخبارات في القاعدة تقديم معلومات استخباراتية لدعم الضربات الجوية بالطائرات المسيّرة داخل باكستان. أسفر التفجير الذي نفّذه البلوي، عبر عبوة ناسفة مخيطة في سترته، عن مقتل سبعة من ضباط ومتعاقدي الاستخبارات الأمريكية، وضابط من المخابرات الأردنية، وأفغاني يعمل لصالح CIA. كما أصيب ستة ضباط أمريكيين آخرين. يُعد هذا التفجير الهجوم الأكثر دموية على وكالة الاستخبارات الأمريكية خلال أكثر من 25 عامًا.
كان البلوي طبيبًا أردنيًا وكاتبًا في مواقع جهادية، وقد تم احتجازه واستجوابه لمدة ثلاثة أيام من قبل دائرة المخابرات العامة الأردنية. اعتقدت المخابرات الأردنية ووكالة الاستخبارات المركزية الأمريكية نهما تمكّنا من تجنيد البلوي لاختراق تنظيم القاعدة في المناطق القبلية الباكستانية بهدف تقديم معلومات استخباراتية عن أهداف رفيعة المستوى. لكن البلوي استغل هذه الثقة للوصول إلى قاعدة لوكالة الاستخبارات في أفغانستان دون أن يتم تفتيشه، ونفّذ الهجوم. أعلنت القاعدة وحركة طالبان الباكستانية مسؤوليتهما عن العملية، وقالتا إنهما ساعدتا البلوي في تنفيذها. بعد الهجوم، رفعت عائلات الضحايا دعوى قضائية ضد إيران، وفازت بحكم قضائي يقضي بتعويضهم بمبلغ 268,553,684 دولارًا بتاريخ 22 مارس 2023.
يمكنك ترجمة النص المطلوب من خلال اتباع الخطوات التالية:

## المهاجم
كان البلوي، البالغ من العمر 32 عامًا، طبيبًا أردنيًا عمل في عيادة للنساء والأطفال اللاجئين الفلسطينيين في مخيم ماركا للاجئين قرب عمان، الأردن. وكان من المؤيدين لتنظيم القاعدة من مدينة الزرقاء، مسقط رأس الأردني أبو مصعب الزرقاوي. كان متزوجًا ولديه ابنتان. كانت مواقع الإنترنت الإسلامية، بالإضافة إلى بعض الصحف، تصف المهاجم بأنه عميل ثلاثي، شخص يعتقد أنه عميل مزدوج من قبل المنظمة الاستخباراتية التي يتسلل إليها.
كان للبلوي تاريخ من دعم القضايا الإسلامية عبر الإنترنت تحت الاسم المستعار أبو دجانة الخرساني. أصبح البلوي مشرفًا ومساهمًا بارزًا في منتدى "الهيبة"، وهو منتدى جهادي على الإنترنت. حاول البلوي إعادة تأهيل صورة أبو مصعب الزرقاوي في الأردن بعد تفجيرات عمان في 2005. قال جارريت براشمان، المدير السابق للبحث في مركز مكافحة الإرهاب في وست بوينت، "منذ عام 2007 على الأقل، أصبح أبو دجانة أحد أبرز الشخصيات الجهادية في القاعدة."
تم اعتقال البلوي من قبل المخابرات الأردنية في يناير 2009 وتم احتجازه لمدة ثلاثة أيام. خلال استجواب البلوي، هددته المخابرات الأردنية بالسجن وإنهاء مسيرته الطبية، وألمحوا إلى أنهم قد يسببون مشاكل لعائلته. قيل للبلوي أنه إذا تعاون، فسيتم مسح سجله وسيتم ترك عائلته في حالها. بعد هذه الحادثة، اعتقدت المخابرات الأردنية ووكالة الاستخبارات أنهم قد حولوا البلوي إلى عميل مزدوج. تم تطوير خطة للبلوي للتسلل إلى القاعدة في المناطق القبلية الخاضعة للإدارة الفيدرالية في باكستان، على طول الحدود الأفغانية. ومع ذلك، من غير المرجح أن يحصل الضحايا على أي تعويض فعلي، إذ أوضحت وزارة الخارجية الأمريكية في القضية أن "الولايات المتحدة لا تقيم علاقات دبلوماسية مع حكومة إيران.